# Tableau (system dowodzenia twierdzeń)
Tableau (l. mn. tableaux) – system automatycznego dowodzenia twierdzeń
polegający na konstruowaniu „drzewa” – w jego korzeniu umieszczamy formułę, której sprzeczność chcemy wykazać, mianowicie zaprzeczenie formuły, której tautologiczność chcemy wykazać.
Następnie na końcu dowolnej „gałęzi”:
- jeśli w jakimkolwiek miejscu „gałęzi” mamy {\displaystyle \neg \neg x,} możemy dodać {\displaystyle x,}
- jeżeli w „gałęzi” znajduje się {\displaystyle x\land y,} możemy umieścić {\displaystyle x,} a pod nim {\displaystyle y,}
- gdy w pewnej części „gałęzi” jest {\displaystyle x\lor y,} możemy wstawić rozgałęzienie: {\displaystyle x} z jednej strony, {\displaystyle y} z drugiej,
- itd., w zależności od logiki.

Jeśli w dowolnej „gałęzi”, dla dowolnego {\displaystyle x,} jest jednocześnie {\displaystyle x} i {\displaystyle \neg x,} oznacza to, iż otrzymaliśmy sprzeczność i gałąź ta jest zamknięta, a więc możemy pominąć tę gałąź w dalszych rozważaniach. Jeśli zamknęliśmy wszystkie gałęzie, oznacza to, że dana formuła jest sprzeczna.